# 帚状鸦葱
帚状鸦葱（学名：Scorzonera pseudodivaricata）为菊科鸦葱属的植物。分布于中亚、蒙古以及中国大陆的新疆、宁夏l甘肃、青海、陕西等地，生长于海拔1,600米至3,000米的地区，一般生于戈壁、干山坡、荒漠砾石地、石质残丘和沙地，目前尚未由人工引种栽培。

## 别名
假叉枝鸦葱